# Pirámide del Sol
El basamento piramidal del Sol es la edificación más grande de Teotihuacán y una de las más grandes de Mesoamérica. Se encuentra entre la pirámide de la Luna y la antigua ciudad de Teotihuacán.

## Arquitectura
Se inició su construcción en la etapa Tzacualli (1-150 d. C.), cuando Teotihuacán comenzó a desarrollarse como ciudad principal de Mesoamérica. Tiene 65 m de altura. En la cúspide había un templo y una estatua de un ídolo de grandes proporciones; ahora tan solo queda una plataforma cuadrada de superficie un tanto irregular. Su núcleo es de adobe y antiguamente, estaba toda recubierta de pinturas sobre estuco. Por su ubicación, cierra la Calzada de los Muertos en uno de los ejes.
En 1971, nuevas excavaciones y estudios descubrieron una gruta debajo de la pirámide. En esta gruta hay cuatro puertas, dispuestas como los pétalos de una flor, por las que se accede a otras tantas salas. Se llega a la gruta a través de un pozo de 7 m de largo que se encuentra al pie de la escalinata de la pirámide.

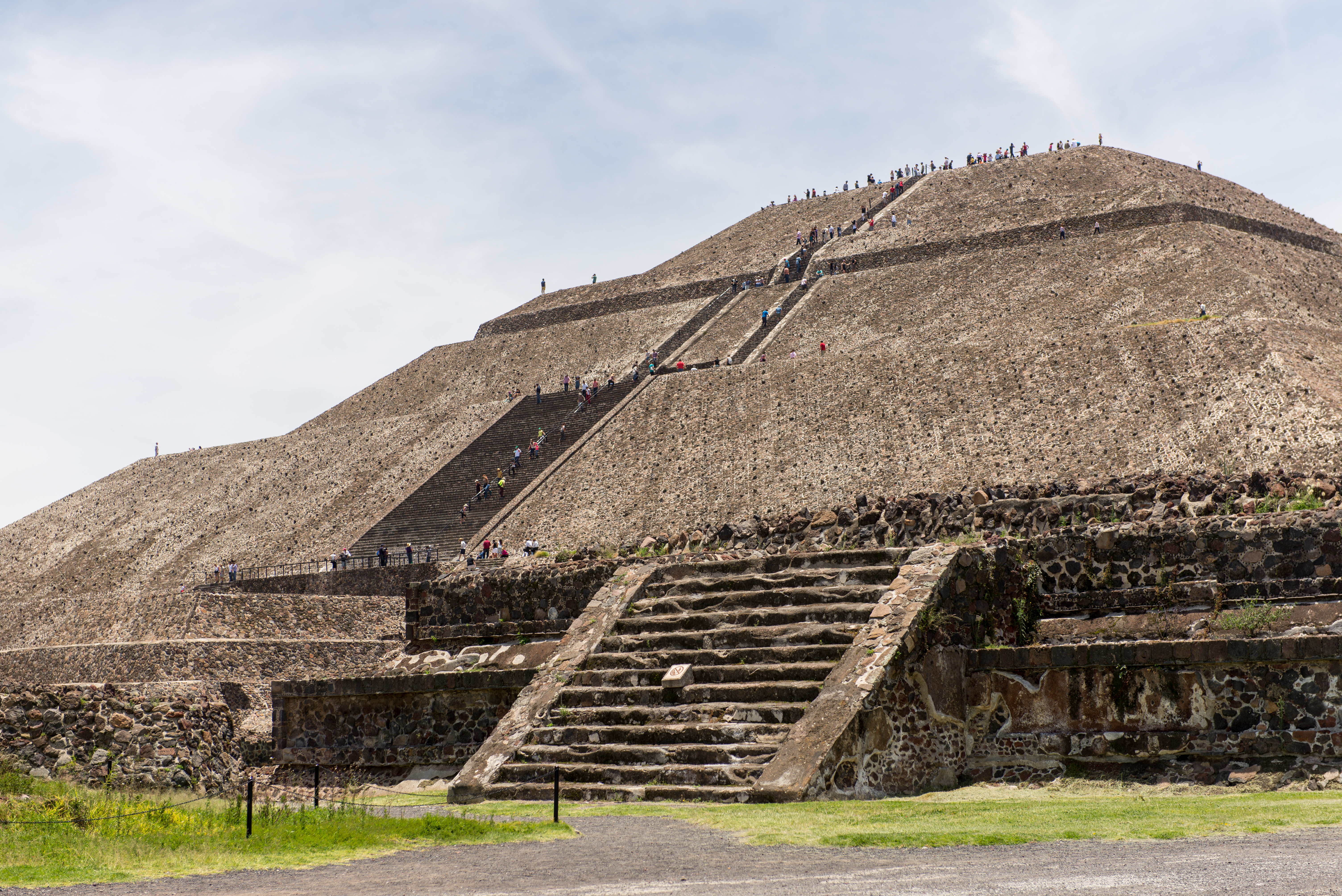
Vista de la pirámide

La escalinata contaba con 260 escalones (actualmente tiene 238), que correspondían a 52 peldaños por cada sol o era, y al encontrarnos en el quinto sol, da como resultado esa cantidad de escalones. Su diseño incorporó descansillos entre las secciones para hacer más cómodo su ascenso.
No está hecha de bloques de piedras escuadradas. Es un montículo de tierra conformada por cinco gradas y recubierto con pequeñas piezas de lava petrificada. Ese material de construcción, en diversas tonalidades de rojo, marrón y negro, fue el que se usó en todo Teotihuacán, y todos los edificios importantes están construidos de forma similar. Desde el año 2010 se investigan ofrendas ocultas en los interiores de la Gran Pirámide del Sol y se hallaron túneles excavados en el interior. Durante el 2012 se realizaron perforaciones desde la cúspide hacia el interior y aún se encuentran los arqueólogos investigando las estructuras cuneiformes descubiertas.

## Dimensiones, ubicación y orientación de la estructura
| Dimensiones           | Valor                                                             |
| --------------------- | ----------------------------------------------------------------- |
| Altura                | 65 m                                                              |
| Perímetro de la base  | 794 m                                                             |
| Lado                  | 225 m                                                             |
| 1/2 lado              | 111,7 m                                                           |
| Ángulo de inclinación | 32.494º                                                           |
| Superficie de la base | 49,729 m2 (se supone una base cuadrada perfecta y caras onduladas |
| Volumen               | 1184828 m3 (asume una base cuadrada perfecta y caras lisas)       |

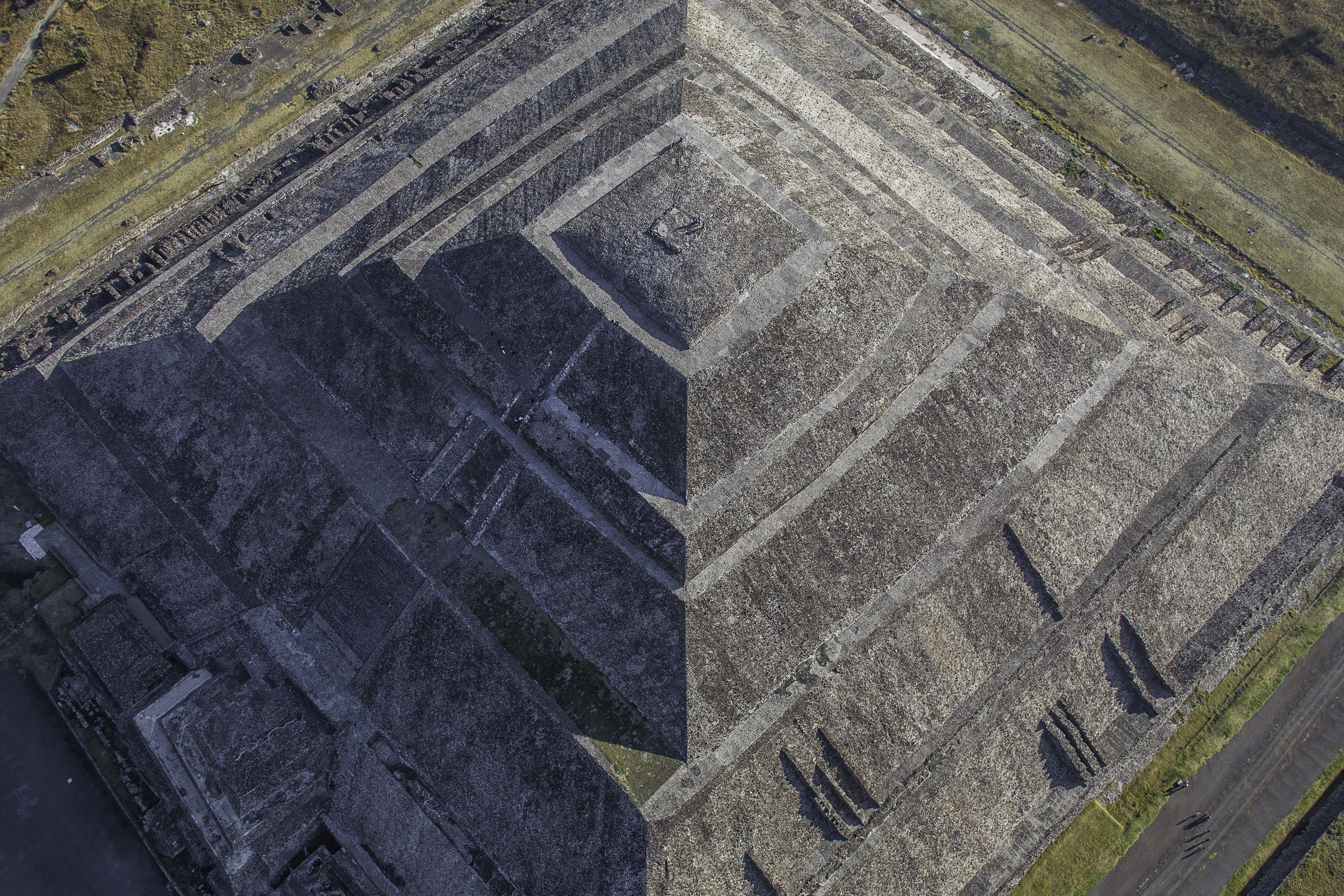
Pirámide del Sol (vista aérea)

La pirámide se construyó en un lugar cuidadosamente seleccionado, desde donde era posible alinearla tanto con el prominente Cerro Gordo al norte como, en direcciones perpendiculares, con los amaneceres y atardeceres en fechas específicas, registradas por una serie de orientaciones arquitectónicas en Mesoamérica. Toda la parte central de la trama urbana de Teotihuacán, incluida la Avenida de los Muertos, reproduce la orientación de la Pirámide del Sol, mientras que la parte sur exhibe una orientación ligeramente diferente, dictada por la Ciudadela.
La pirámide fue construida sobre un túnel hecho por el hombre que conduce a una «cueva» situada a seis metros de profundidad bajo el centro de la estructura.  Originalmente, se creía que se trataba de un tubo de lava formado naturalmente y se interpretó como el posible lugar de Chicomoztoc, el lugar de origen humano, según la leyendas nahuas.  Excavaciones más recientes han sugerido que el espacio está hecho por el hombre y podría haber servido como tumba real.  Recientemente, los científicos han utilizado detectores de muones para tratar de encontrar otras cámaras en el interior de la pirámide, pero los importantes saqueos han impedido descubrir una función para las cámaras en la sociedad teotihuacana.

## Topografía

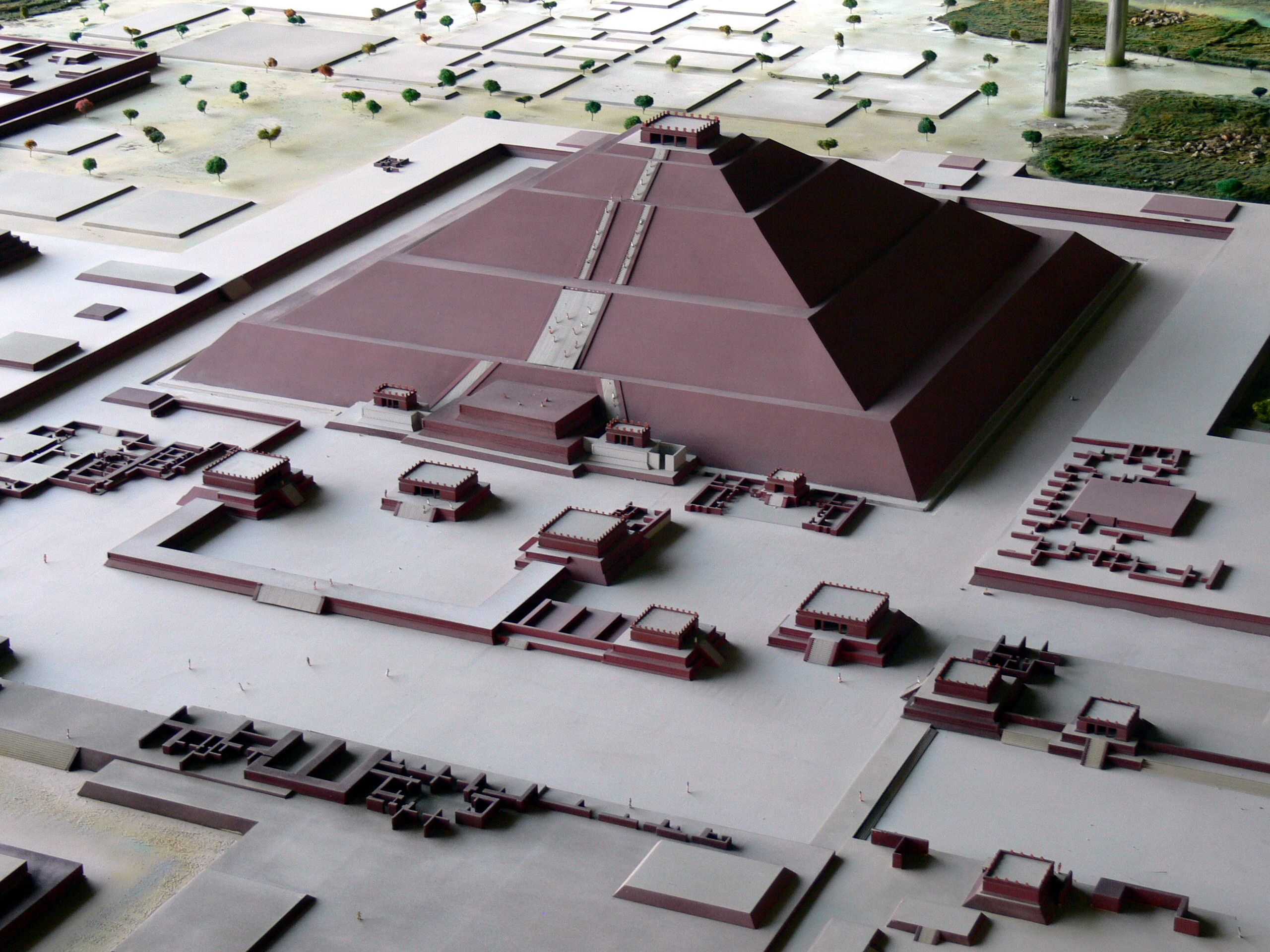
Un modelo de la pirámide.

La alineación de la pirámide es objeto de una intensa investigación. No se excluyen los fondos astronómicos. Por ejemplo, el eje más importante de la estructura señala el punto de la puesta del sol el 12 de agosto y el 20 de abril, respectivamente, que desempeñan un papel importante en el calendario de los mayas.
Se descubrió una cueva debajo de la pirámide, a la que se puede acceder a través de un túnel artificial. Aunque durante mucho tiempo se pensó que la cueva era de origen natural, investigaciones más recientes apuntan más bien a su construcción artificial. Esto se apoya en los hallazgos de cinceles encontrados en el túnel, así como en los rastros de huellas de manos.
Los arqueólogos sospechan que aquí hay tumbas reales de gobernantes más antiguos, de los que se sabe poco o nada hasta ahora. Se han encontrado varias reliquias y la tumba está a punto de ser abierta.

## Excavaciones bajo la Pirámide
En 1959, el arqueólogo René Millon y su equipo de investigadores fueron unos de los primeros grupos de arqueólogos en estudiar el sistema de túneles bajo la Pirámide del Sol. Aunque algunos de estos túneles se hicieron después de la caída de Teotihuacán y los aztecas, acabaron conectando con túneles y cuevas que se hicieron durante los periodos de estas civilizaciones. Las investigaciones dirigidas por Millon revelaron que la mayoría de los túneles principales estaban sellados, y si esto fue a propósito o no queda a la interpretación. Los túneles bajo la pirámide recogieron piezas de cerámica, hogares y otros artefactos meticulosamente elaborados de otras culturas que mostraban evidencias en otros lugares de Teotihuacán. Millon y su equipo llegaron a la conclusión de que, o bien la pirámide fue construida de forma continua a lo largo de varios periodos de tiempo por los teotihuacanos, o bien toda la pirámide fue construida durante un periodo de tiempo y sus cimientos y el sistema de cuevas se construyeron por separado en un periodo anterior. La división de los periodos de tiempo se debe a la influencia expresiva de diferentes culturas en los artefactos hallados en los túneles bajo la pirámide. Millon y su equipo creen que las primeras representaciones de que las pirámides de Teotihuacán fueron construidas por esclavos son erróneas debido a la artesanía de la propia pirámide, así como a la popularidad de Teotihuacán entre sus gentes. Las personas que construyeron estas pirámides tenían la motivación para hacerlo, independientemente de que inmigraran o no de otros lugares de Mesoamérica.
En 1971, el arqueólogo Ernesto Taboada descubrió una entrada a un pozo de siete metros de profundidad al pie de la escalinata principal de la Pirámide del Sol. Las cuevas y los sistemas de túneles bajo la pirámide fueron investigados por varios arqueólogos que han llegado a la conclusión de que estas cuevas eran sagradas para los teotihuacanos, del mismo modo que las cuevas eran importantes interculturalmente en Mesoamérica. Varias fuentes apuntan a diferentes teorías de interpretaciones de por qué se construyó la Pirámide del Sol y lo que realmente significan los sistemas de cuevas debajo de ella según el pueblo y la cultura de Teotihuacán.
La cueva situada directamente debajo de la pirámide se encuentra a seis metros de profundidad bajo el centro de la estructura. En un principio se creyó que se trataba de un tubo de lava formado de forma natural y se interpretó como el posible lugar de Chicomoztoc, el lugar del origen humano según la leyendas nahuas. Excavaciones más recientes han sugerido que el espacio está hecho por el hombre y podría haber servido como tumba real. Recientemente los científicos han utilizado detectores de muones para tratar de encontrar otras cámaras en el interior de la pirámide, pero los importantes saqueos han impedido descubrir una función para las cámaras en la sociedad de Teotihuacán.
"Dado que en la cueva no hay restos óseos ni carbón vegetal, debido a antiguos actos vandálicos, es imposible datar la primera utilización del lugar con fines rituales o para ritos de paso. Las cerámicas y los discos podrían haber sido colocados aquí siglos después de la conversión del túnel natural en santuario. En vista de la posición de la pirámide sobre la gruta, parecería que la cueva fue el punto focal y no una coincidencia accidental, y que pudo haber determinado el emplazamiento para la construcción de un primitivo lugar de culto y luego para la pirámide.".. 
Como ha señalado Heyden, los arqueólogos tienen claro que la cueva construida bajo la Pirámide del Sol no se construyó accidentalmente. De hecho, la propia cueva tiene importancia astronómica en relación con el pueblo azteca y su religión. La cueva era un símbolo de la creación, de la vida misma un tema a lo largo de toda la historia religiosa de Mesoamérica. Las propias cuevas se convirtieron en un aspecto crucial de la mitología mesoamericana, ya que se creía que los distintos grupos étnicos surgían de cuevas y cavidades. Así, las cuevas se consideraban las "entrañas de la Tierra". Además, los arqueólogos han descubierto un gran número de glifos que utilizan el símbolo de las cuevas, lo que indica su importancia. Varios dioses y deidades están asociados a las cuevas, como Tepeyolotl, una deidad de la Tierra, y el dios del fuego, Xiuhtecuhtli, que se creía que llamaba su morada a una cueva situada en el centro de la Tierra. Esto ayudaría a explicar por qué las cuevas se convirtieron en un lugar de prácticas religiosas y ofrendas. Por ejemplo, en la fiesta de Etzalcualiztli, un calendario que celebraba la ofrenda religiosa que representaba a Tláloc, el dios de la lluvia, era sacrificado y luego colocado en una cueva.
La Pirámide del Sol, construida sobre la cueva sagrada descrita en la excavación anterior, se convirtió en un punto focal para la sociedad al estar situada en la Calle de los Muertos. Más importante que su ubicación física, el trazado de la ciudad de Teotihuacán incorporaba alineaciones dictadas por la orientación astronómicamente significativa de la Pirámide del Sol. La cúspide de la pirámide se construyó alineada con el horizonte para que sirviera de marcador natural de la posición del sol en los cuartos de día aztecas del año. Así pues, esta cueva es más importante que la mayoría en la cultura y religión aztecas. Se ha determinado que esta cueva se construyó a principios de la historia de Teotihuacán como un santuario que posteriormente se cubrió con la Pirámide del Sol. El emplazamiento de este santuario sirvió como lugar ceremonial para el pueblo azteca, ya que albergaba una importante historia religiosa para la ciudad de Teotihuacán.

## Objetos recuperados

Comparación de perfiles aproximados de la Pirámide del Sol con algunos edificios piramidales o casi piramidales notables. Las líneas de puntos indican las alturas originales, donde hay datos disponibles. En su archivo SVG, coloque el cursor sobre una pirámide para resaltarla y haga clic para ver su artículo.

Sólo se han encontrado unos pocos depósitos de artefactos dentro y alrededor de la pirámide. Se han descubierto puntas de flecha de obsidiana y figuras humanas dentro de la pirámide y se han encontrado objetos similares en las cercanas Pirámide de la Luna y Pirámide de la Serpiente Emplumada en la Ciudadela. Estos objetos pueden haber representado víctimas de sacrificios. Un artefacto histórico único descubierto cerca del pie de la pirámide a finales del siglo XIX fue el Ocelote de Teotihuacán, que ahora se encuentra en la colección del Museo Británico. Además, en las excavaciones en las esquinas de la pirámide se han encontrado lugares de enterramiento de niños. Se cree que estos entierros eran parte de un ritual de sacrificio dedicado a la construcción de la pirámide.

## Visitas

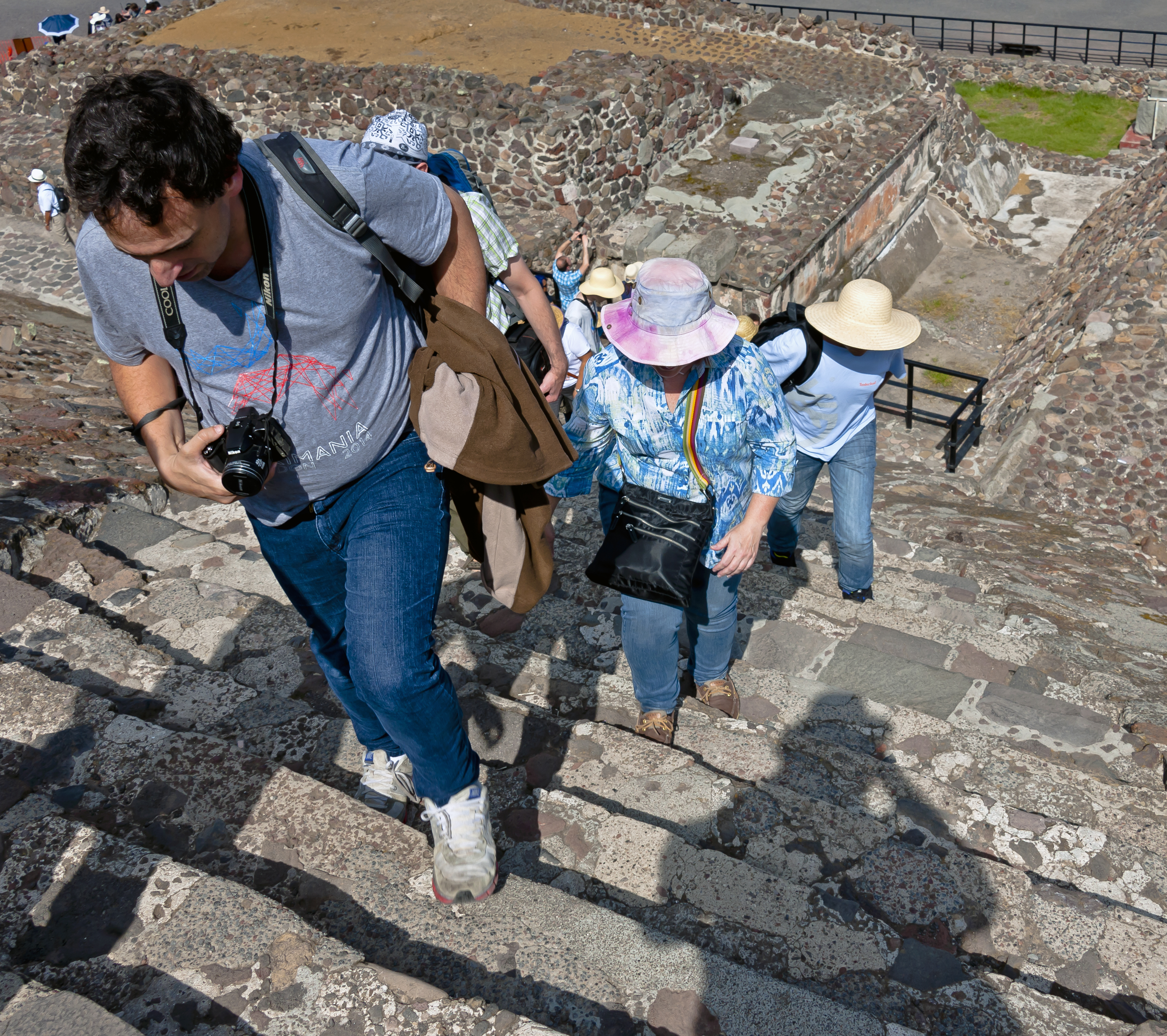
Turistas visitando la pirámide

Se puede ascender hasta la cúspide, excepto hacia las zonas marcadas como «bajo investigación». Se le han puesto unos pasamanos para auxiliarse y no perder el equilibrio en la subida de los 238 escalones, que son bastante empinados. Fue construida por los habitantes de la ciudad de Teotihuacán entre el siglo I a. C. y los siglos VIII o IX d. C.

## Leyendas populares
En el marco del Teotihuacán popular, de supersticiones, y creencias, se dice que estando en la cúspide, de pie en el centro de la plataforma, si se pide un deseo, este seguramente se cumplirá; también es el lugar apropiado para recibir «energía cósmica»; aún más, hay padres que llevan a sus niños en brazos hasta la cima para presentarlos al cosmos.
Se piensa que cuando Teotihuacán estaba habitado por sus primeros constructores, la Pirámide del Sol estaba cubierta de estuco, y cada una de sus cuatro caras estaba pintada de diferente color. También se ha sugerido que el nombre de «Pirámide del Sol» le fue dado cuando ya se encontraba en ruinas, pudo haber estado consagrada realmente a Tláloc a pesar del nombre que le fue dado por los mexicas, «encierro del sol».[cita requerida]
Algunos arqueólogos estiman que la pirámide del Sol se empezó a construir sobre cavernas sagradas, y que fue terminada alrededor del año 200.[cita requerida]